# Shannon Liss-Riordan
Shannon Liss-Riordan, nata Liss (1969), è un avvocato del lavoro statunitense; è molto nota per le sue Class Action contro aziende come Uber, FedEx e Starbucks. È stata candidata alle elezioni del Senato degli Stati Uniti del 2020 in Massachusetts, correndo per le primarie democratiche per un seggio attualmente detenuto dal senatore Ed Markey.
Si è anche candidata senza successo per la nomination democratica come procuratore generale del Massachusetts nelle elezioni per il procuratore generale del Massachusetts del 2022.

## Biografia

### Primi anni di vita e istruzione
Shannon Liss-Riordan è cresciuta a Houston, in Texas. Si è laureata con un bachelor's degree presso l'Harvard College nel 1990, dopodiché andò a lavorare per la leader del movimento femminista, Bella Abzug. Attivista durante i primi anni '90 e del movimento femminista, cofondò la Third Wave Direct Action Coalition con la scrittrice Rebecca Walker per "mobilitare le giovani donne". È stata coordinatrice di un seminario all'Hunter College nel 1992, al quale parteciparono l'avvocato Anita Hill e altre leader femministe.
Mentre studiava ancora al primo anno alla Harvard Law School, nel 1994 organizzò un'asta che conteneva una copia della Costituzione firmata dal giudice Ruth Bader Ginsburg e una copia della decisione Roe contro Wade firmata dal giudice Harry Blackmun e altri elementi. Scrisse anche una colonna sul giornale della scuola di legge. Nel 1996 si laureò alla Harvard Law School.

### Carriera
Dopo la scuola di legge lavorò per due anni per il giudice Nancy F. Atlas del tribunale distrettuale degli Stati Uniti per il distretto meridionale del Texas. Nel 1998 entrò a far parte dello studio legale del lavoro di Boston, Pyle Rome Lichten & Ehrenberg, di cui è diventata partner nel 2002, occupandosi di diritti del lavoro, del primo emendamento e altri casi di lavoro. Nel 2009 cofondò lo studio Lichten & Liss-Riordan, dove fu riconosciuta come uno dei principali avvocati della nazione a tutela dei diritti dei lavoratori.
All'inizio della sua carriera vinse due processi per discriminazione sulla disabilità presso un tribunale federale, nel 2002 contro il dipartimento di polizia di Boston per conto di una recluta di polizia con problemi di udito e più tardi quell'anno per un meccanico di una compagnia aerea sordo a cui era stato negato un lavoro da United Airlines. Nel 2002 vinse una causa del primo emendamento che reintegrava una recluta della Polizia di Stato che era stata squalificata perché proprietaria di due librerie per adulti. A partire dal 2001 avviò una serie di oltre 40 casi in cui i camerieri sfidavano i loro datori di lavoro per aver preso una parte delle loro mance. Questa serie di casi sviluppò una legge del Massachusetts del 1952, precedentemente inutilizzata, che proteggeva i dipendenti con mance e portò a verdetti contro l'Hilltop Steakhouse, il ristorante Federalist e altri insediamenti tra cui il Four Seasons Hotel, il Weston Golf Club, la Northeastern University, il Palm, Ruth's Chris e Starbucks. Citò in seguito in giudizio istituzioni in altri stati ed ottenne vittorie e insediamenti a New York, Florida, Hawaii e California. Nel 2006 vinse una causa per discriminazione collettiva contro lo stato del Massachusetts, dove il tribunale aveva che un test di capacità cognitiva del servizio civile discriminava i candidati di minoranza. Un giudice federale ordinò ai vigili del fuoco di tutto il Massachusetts di offrire lavoro a circa 50 candidati vigili del fuoco di minoranza. Nel 2008 intentò una serie di cause di facchini contro l'American Airlines, United Airlines e US Airways, sostenendo di aver trattenuto una tariffa per il bagaglio di $ 2 che i passeggeri ritenevano fosse una mancia per i lavoratori.  Nel caso contro l'American Airlines, una giuria si pronunciò a favore dei facchini e scoprì che American aveva violato la legge sulle mance del Massachusetts. Dopo il processo le compagnie aeree ritirarono l'accusa a livello nazionale. I casi hanno ricevuto un'ampia copertura dal Boston Globe, incluso un editoriale "Kicked at the Curb", e fecero guadagnare a Liss-Riordan il soprannome di "Mazza Shannon".
Nel 2005 iniziò a citare in giudizio molte aziende per aver classificato erroneamente i propri lavoratori come appaltatori indipendenti. Citò in giudizio FedEx, alla fine vincendo per i conducenti in Massachusetts e ottenendo accordi multimilionari. Ha sfidato l'industria delle pulizie per aver classificato erroneamente i lavoratori per lo più immigrati come affiliati, ottenendo vittorie contro aziende tra cui Coverall e Jani-King. La Corte giudiziaria suprema del Massachusetts ha stabilito che queste società hanno abusato del modello di franchising per "vendere lavori a bassa retribuzione", una pratica che hanno poi interrotto in Massachusetts. La Liss-Riordan ha continuato a sfidarli in altri stati, inclusa la California, dove ha vinto sentenze secondo cui Jan-Pro classificava erroneamente gli affiliati e doveva rimborsarli per le spese. La Liss-Riordan ha anche citato in giudizio molti strip club per aver classificato erroneamente i ballerini e aver preso parte delle loro mance. Ha diretto più di una dozzina di azioni legali collettive, che hanno portato a contenziosi che hanno travolto il paese. Alcuni spogliarellisti, tra cui Stormy Daniels, portavoce della catena Deja Vu, hanno sostenuto che un cambiamento nello stato lavorativo avrebbe danneggiato i ballerini, ma il Boston Globe elogiò il contenzioso in un editoriale, scrivendo "L'avvocato Shannon Liss-Riordan, specialista in diritto del lavoro, ora può aggiungere le spogliarelliste all'elenco di facchini, baristi, camerieri e altri lavoratori che hanno cercato il suo consiglio e hanno ricevuto giustizia. Nel 2010 la Liss-Riordan citò in giudizio Upper Crust, una catena di pizzerie dell'area di Boston, per aver chiesto ai suoi lavoratori brasiliani di rimborsare le somme che il loro datore di lavoro era stato condannato a pagare loro a seguito di un'indagine sugli straordinari da parte del Dipartimento del lavoro degli Stati Uniti. Quel caso portò alla certificazione di un'azione collettiva e alla fine la società ha presentato istanza di fallimento. La  Liss-Riordan ha quindi acquistato la sede di Upper Crust ad Harvard Square all'asta fallimentare con suo marito. Hanno ribattezzato il negozio "The Just Crust", che hanno gestito per diversi anni come pizzeria a misura di lavoratore. La senatrice Elizabeth Warren ha partecipato all'inaugurazione.
A partire dal 2013 intentò causa contro una serie di società tecnologiche nella "gig economy", tra cui Lyft, Uber e Amazon. Altre cause furono intentate contro GrubHub, Doordash, Square, Inc., Caviar, PostMates, Shyp, Washio, Handy, Homejoy e InstaCart. Questi casi riguardavano la questione se le aziende classificassero impropriamente i loro lavoratori come appaltatori indipendenti. La Liss-Riordan è molto nota per aver condotto un caso di azione collettiva per conto dei conducenti del Massachusetts e della California contro la società di condivisione di corse Uber, depositata nel 2013 e nota come O'Connor v. Uber. Il caso sosteneva che i conducenti della Uber erano erroneamente classificati come appaltatori indipendenti, il che permetteva all'azienda di "risparmiare in modo massiccio spostando molti costi di gestione di un'impresa sui lavoratori, traendo profitto sulle spalle dei lavoratori stessi". Per quel caso ed altri simili, lei è oggetto di contenzioso contro altre compagnie di concerti. Nel 2015 il Wall Street Journal l'ha definita "una delle figure più influenti e controverse della Silicon Valley". Politico l'ha inclusa nel 2016 nel "Politico 50" che è l'elenco delle persone che stanno "trasformando la politica americana". Nel 2016 il San Francisco Magazine affermò che "Liss-Riordan ha raggiunto una sorta di celebrità mai vista nel mondo legale da quando Ralph Nader ha citato in giudizio la General Motors".
Nel 2016 sostenne un controverso accordo contro Uber stimato in un totale di 100 milioni di dollari. Nove diversi avvocati concorrenti che rappresentavano i conducenti si opposero all'accordo e circa trenta conducenti su 385.000 presentarono obiezioni all'accordo o cercarono di rimuovere la Liss-Riordan come leader delle azioni legali collettive. Lei difese l'accordo basandosi sui rischi che il caso avrebbe potuto non vincere davanti a una giuria e che la corte d'appello poteva ribaltare la certificazione dell'azione collettiva che aveva vinto per gli autisti presso il tribunale distrettuale, sulla base della sua sconfitta della clausola compromissoria di Uber. Chiese anche di ridurre la parcella della sua azienda di 10 milioni nel tentativo di salvare l'accordo. La corte tuttavia respinse l'accordo e, diversi mesi dopo, come aveva avvertito Liss-Riordan, la corte d'appello annullò la sua vittoria. Nel 2019 raggiunse un accordo finale per 20 milioni, coprendo una classe molto più piccola. Difese la sua scelta di risolvere il caso per ottenere indietro i soldi per gli autisti, dopo che alcuni loro erano insoddisfatti di essere ancora classificati come appaltatori indipendenti.
Dopo che le società di contratti a breve termine nel 2020 approvarono la "Proposizione 22", un'iniziativa elettorale della California per la quale spesero $200 milioni per dichiarare i lavoratori a breve termine come appaltatori indipendenti, la Liss-Riordan cofondò "Massachusetts is Not For Sale", (Il Massachusetts non è in vendita), un'organizzazione che si opponeva a che Uber e Lyft premessero per emanare una misura simile in Massachusetts. Nel 2022 la Liss-Riordan fece parte dello sforzo che riuscì presso la Corte giudiziaria suprema per impedire che il provvedimento comparisse nel ballottaggio del Massachusetts.
Nel 2018 la Liss-Riordan ha intentato un'azione collettiva per discriminazione in base all'età contro IBM, sostenendo che la società stava lavorando per "costruire una forza lavoro più giovane" licenziando migliaia di lavoratori più anziani. Tramite il contenzioso lei scoprì documenti che mostravano alti dirigenti che si riferivano ai lavoratori più anziani come "dino-bambini" e tramavano come renderli una "specie estinta", come fu riportato dal New York Times.

### Carriera politica

#### 2020 U.S. Senate campaign
Il 20 maggio 2019 la Liss-Riordan annunciò di essere candidata al Senato degli Stati Uniti per il Massachusetts come democratica nelle elezioni del 2020. Disse al giornalista Jim Braude di essere stata ispirata dalla vittoria della rappresentante Ayanna Pressley contro un membro del Congresso in carica. Ha riferito di aver raccolto 1,1 milioni entro la scadenza della Commissione elettorale federale del 30 giugno 2019, che comprendeva un prestito personale di 1 milione della Liss-Riordan e 145.481 dollari in contributi individuali. Il 17 gennaio 2020 si è ritirata dalla competizione.

#### 2022 Attorney General campaign
Nel 2021 è stato riferito che Liss-Riordan stava prendendo in considerazione una candidatura come Procuratore Generale del Massachusetts. Il 25 gennaio, cinque giorni dopo che Maura Healey, in carica, aveva annunciato che avrebbe lasciato il seggio per candidarsi alla carica di governatore, la Liss-Riordan lanciò la sua campagna come procuratore generale. Fu approvata dal Massachusetts AFL-CIO, oltre a più di 50 altri sindacati, tra cui la Massachusetts Teachers Association, la Massachusetts Nurses Association e i Professional Fire Fighters of Massachusetts. Fu anche approvata da oltre 80 funzionari eletti, tra cui la senatrice statunitense per il Massachusetts Elizabeth Warren e il sindaco di Boston Michelle Wu. La Liss-Riordan perse alle primarie contro il candidato Andrea Campbell.